# Nago-Torbole
Nago-Torbole är en kommun i provinsen Trento i regionen Trentino-Sydtyrolen i Italien. Kommunen hade 2 815 invånare (2018).